# Toruń
Toruń [ˈtɔruɲ] (escutarⓘ) (em alemão:  Thorn) é uma cidade no rio Vístula, no centro-norte da Polônia, Anteriormente, foi a capital da voivodia de Toruń (1975-1998) e da voivodia da Pomerânia (1921-1945). Desde 1999, Toruń tem sido uma sede do governo local da voivodia da Cujávia-Pomerânia e é uma de suas duas capitais, juntamente com Bydgoszcz. As cidades e condados vizinhos formam a área metropolitana de Bydgoszcz-Toruń.. Estende-se por uma área de 115,72 km², com 197 812 habitantes, segundo os censos de 2021, com uma densidade de 1709,4 hab/km². A cidade foi fundada em 1231 por Cavaleiros Teutónicos. É também a terra natal de Nicolau Copérnico.
Toruń é uma das cidades mais antigas da Polônia; foi colonizada pela primeira vez no século 8 e em 1233 foi ampliada pelos Cavaleiros Teutônicos.  Durante séculos, foi o lar de pessoas de diversas origens e religiões. De 1264 até 1411, Toruń fez parte da Liga Hanseática e, no século 17, foi um importante ponto comercial, o que afetou muito a arquitetura da cidade, variando de gótico de tijolos a maneirista e barroco.
No início do período moderno, Toruń era uma cidade real da Polônia e uma das quatro maiores cidades da Polônia.  Com as partições da Polônia no final do século 18, tornou-se parte da Prússia, depois do Ducado de Varsóvia, servindo como capital polonesa temporária em 1809, depois novamente da Prússia, do Império Alemão e, após a Primeira Guerra Mundial, da renascida República Polonesa. Durante a Segunda Guerra Mundial, Toruń foi poupado de bombardeios e destruição; sua Cidade Velha e o icônico mercado central foram totalmente preservados.
Toruń é conhecida pelo seu Museu do Pão de Gengibre – a tradição de cozimento de pão de gengibre remonta a quase um milénio – bem como pela sua grande Catedral. Toruń é conhecida por seu altíssimo padrão de vida e qualidade de vida.  Em 1997, a parte medieval da cidade foi designada Patrimônio Mundial da UNESCO. Em 2007, a Cidade Velha de Toruń foi adicionada à lista das Sete Maravilhas da Polônia.

## Geminação de cidades
- Filadélfia, Estados Unidos, de 1977
- Gotinga, Alemanha, de 1978
- Leiden, Países Baixos, de 1988
- Hämeenlinna, Finlândia, de 1989
- Kaliningrado, Rússia, de 1995
- Čadca, Eslováquia, de 1996
- Swindon, Reino Unido, de 2003
- Novo Mesto, Eslovénia, de 2005
- Lutsk, Ucrânia, de 2008
- Guilin, República Popular da China, de 2010

## Desporto
- Angels Toruń- futebol americano (PLFA)

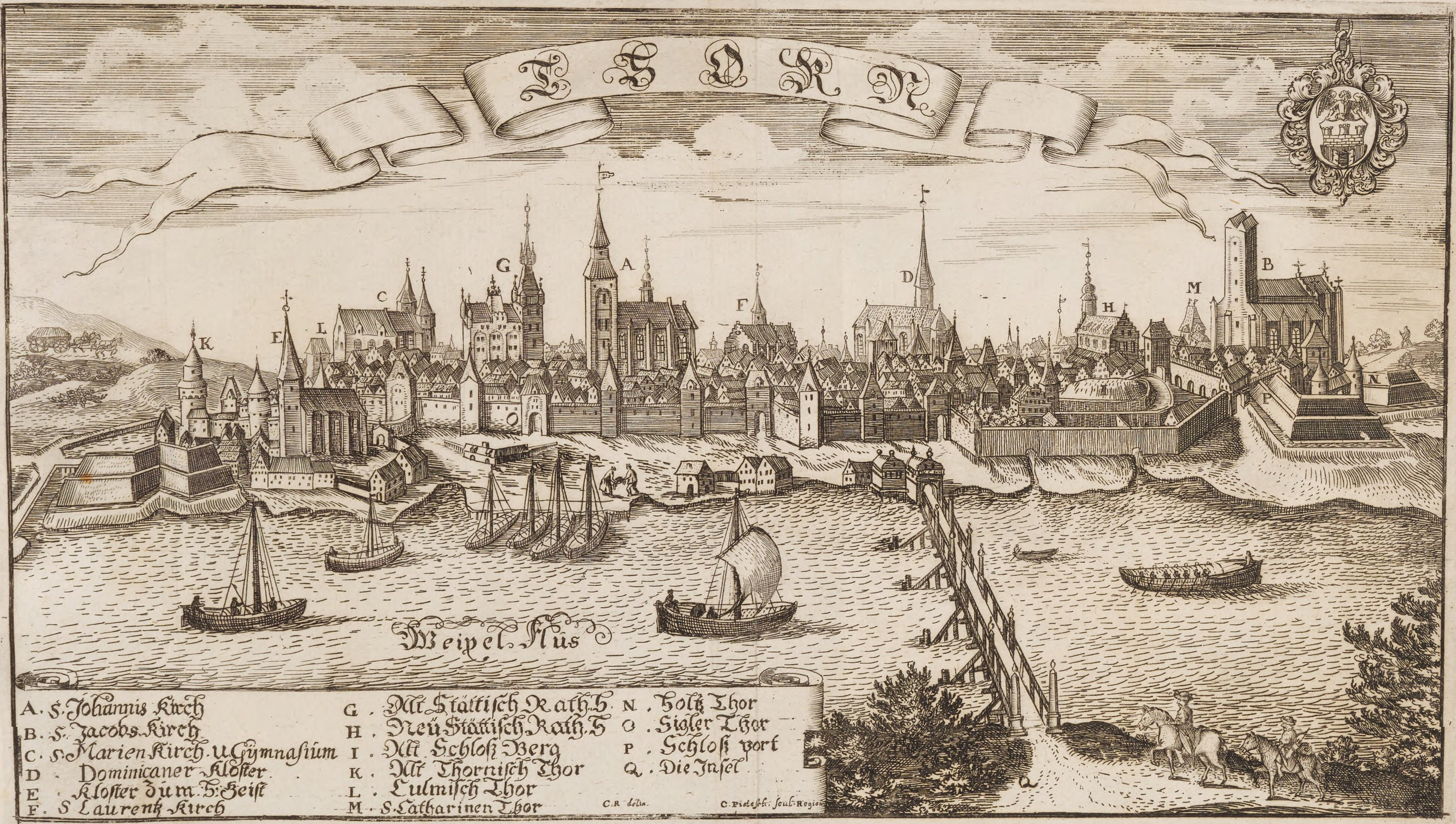
Gravura por Christoph Hartknoch: Thorn na Velha e Nova Prússia, 1684

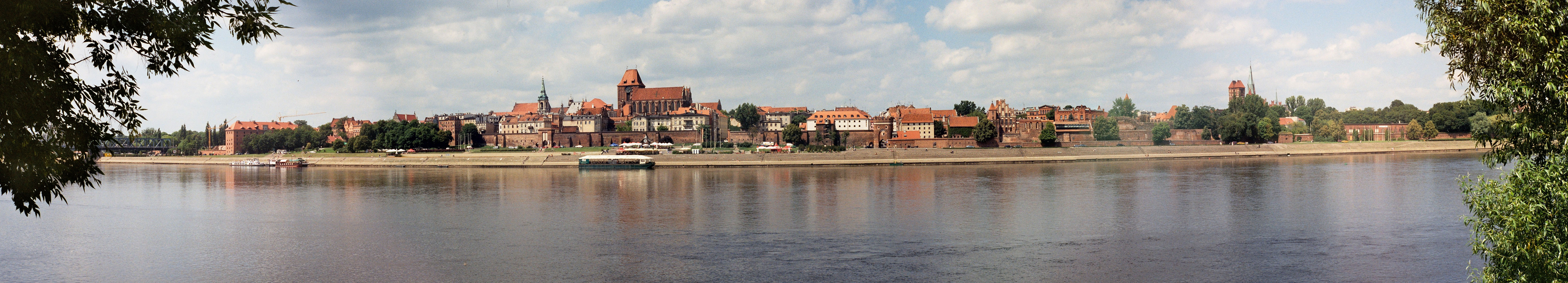
Toruń

- Elana Toruń- futebol
- Pierniki Toruń- basquetebol
- Unibax Toruń- speedway